# 빌헬름 프란츠 폰 합스부르크로트링겐 대공
빌헬름 프란츠 요제프 카를 폰 합스부르크로트링겐 대공(독일어: Erzherzog Wilhelm Franz Joseph Karl von Habsburg-Lothringen, 1895년 2월 10일 ~ 1948년 8월 18일)은 오스트리아-헝가리 제국의 황족이자, 우크라이나의 독립운동가다. 스페인 국왕 알폰소 13세와는 고종사촌간이다. (고모 마리아 크리스티나의 아들) 바실 비시바니(우크라이나어: Васи́ль Виш́иваний→자수옷 입은 바실)라는 우크라이나어 이름을 자칭했다. 우크라이나의 국민 정체성 형성기에 큰 족적을 남겼다.
어려서부터 우크라이나 문화에 심취했고 우크라이나를 국민국가로 세워 자신이 그 왕이 되고자 하는 야망을 가졌다. 제1차 세계 대전 시기에 우크라이나인 부대인 우크라이나 시치 소총병군단에서 소위로 복무했다. 오스트리아-헝가리 제국이 패망하자 우크라이나 인민공화국에 충성을 선언하고 그 군대인 시치 소총병대를 대령 신분으로 지휘했다. 1920년 폴란드와 동맹하는 바르샤바 조약에 반발하여 사임하고 서방으로 망명해 시인으로 활동했다.
제2차 세계 대전 시기에는 나치 독일에 접근했으나 나치가 우크라이나를 독립시켜 줄 의사가 없음을 확인하고 영국과 프랑스의 간첩이 되어 반나치, 반소련 공작을 벌였다. 1947년 오스트리아 빈에서 소련 방첩대 스메르시에게 체포되었고, 이듬해 8월 12일 징역 25년형을 선고받았으나 결핵을 치료받지 못해 선고 닷새만에 숨졌다.